# Johann Jakob Trog
Johann Jakob Trog (* 19. April 1807 in Olten; † 7. Januar 1867 in Basel) war ein Schweizer Politiker und Richter. Von 1848 bis 1857 gehörte er dem Nationalrat an (im Jahr 1852 als Nationalratspräsident).

## Biografie
Der Sohn eines Weinhändlers besuchte die Klosterschule in Einsiedeln, als Autodidakt betrieb er juristische Studien und war danach als Rechtsanwalt tätig. Inspiriert durch die Julirevolution von 1830 kam es auch im Kanton Solothurn zu einem liberalen Umschwung. Trog nahm am Volkstag in Balsthal teil, der den Rücktritt der konservativen Regierung und die Ausarbeitung einer neuen Solothurner Kantonsverfassung zur Folge hatte. 1831 wurde er in den Solothurner Grossen Rat gewählt, dem er ununterbrochen bis 1853 angehörte (ab 1841 amtierte er jedes zweite Jahr als Grossratspräsident). Von 1841 bis 1853 war er Gerichtspräsident der Amtei Olten-Gösgen, in den Jahren 1832, 1840 und 1848 vertrat er den Kanton Solothurn als Gesandter an die Tagsatzung.
Trog setzte sich als Grossrat erfolgreich für die Ablösung der Zehnten und Bodenzinsen im Kanton Solothurn ein. Bekannt ist er aber insbesondere als Förderer des Eisenbahnbaus. Er gehörte 1846 zu den Gründern der ersten Centralbahn-Gesellschaft, die den Bau der Bahnstrecke Basel–Olten anstrebte, ihre Tätigkeit jedoch bald einstellen musste. Später war er Mitgründer des Basel-Olten-Eisenbahnvereins. Im Oktober 1848 kandidierte Trog mit Erfolg bei den ersten Parlamentswahlen, im Jahr 1852 war er Nationalratspräsident. Von 1852 bis 1856 war er Richter am Bundesgericht und stand diesem im Jahr 1854 vor.
Aufgrund seiner engen Beziehungen zur Geschäftswelt Basels hielt Trog weiterhin an einer Strecke durch den Hauenstein fest, trotz Widerstands aus der Kantonshauptstadt Solothurn, die befürchtete, den Anschluss an das entstehende Schweizer Eisenbahnnetz zu verpassen. Im März 1853 wurde Trog zum Vizepräsidenten des Verwaltungsrates der Schweizerischen Centralbahn gewählt und übersiedelte nach Basel. Die Centralbahn setzte sich mit ihrem Konzept durch und Olten stieg zum Verdruss Solothurns zum Eisenbahnknotenpunkt auf. In Solothurn herrschte ein Groll über die «grosskapitalistischen Herrenbahnen», die sich über die Mehrheit des Grossen Rates hinweggesetzt hatten. Trog bekam diesen zu spüren, als er bei den Nationalratswahlen 1857 die Wiederwahl nicht schaffte.